# Chinkunta, Chincholi
Chinkunta là một làng thuộc tehsil Chincholi, huyện Gulbarga, bang Karnataka, Ấn Độ.